# Австро-венгерские военнопленные в Черногории
Австро-венгерские военнопленные в Черногории — военнослужащие австро-венгерской армии, попавшие в плен к черногорцам в 1914—1916 года, во время Первой мировой войны.

## Захват военнопленных
Черногория 6 августа 1914 года объявила войну Австро-Венгрии, вступив в Первую мировую войну на стороне Антанты. Черногорская армия была разделена на четыре оперативных отряда и вскоре перешла границу, атаковав австро-венгерские войска на нескольких направлениях. Уже в первых боях австро-венгерская армия понесла значительные потери, а в черногорский плен попало 12 солдат и унтер-офицеров. К концу августа 1914 года черногорские войска заняли ряд населенных пунктов на территории Австро-Венгрии, включая Фочу, Горажде и Калиновик. Черногорская армия подошла на 15 км к Сараево. Эти успехи привели к значительному числу австро-венгерских пленных. По всей Черногории были созданы лагеря для австро-венгерских военнопленных в различных городах. Однако точное количество захваченных в плен в ходе отдельных сражений установить сложно. Известно, что при взятии Чайнича черногорцами был застигнут пустой город. В боях за Фочу захвачено не менее 50 австро-венгерских солдат. Черногорские власти также интернировали подданных, подозреваемых в австро-венгерском шпионаже и австрофилии.
Были захвачены австро-венгерских военнослужащие в боях у Грахово, на Дрине, у Кобиля Главы. В начале сентября 1914 года в Плевлю было направлено 83 пленных солдата и 4 офицера. К 7 августа 1914 года в Цетине находилось 124 захваченных моряка австро-венгерского флота.
К значительно большему числу пленных австро-венгерских солдат черногорская армия пришла во время боев у Билечы и Гацко, когда она заняла важную позицию Облак, захватив более 100 австро-венгерских солдат и 3 офицеров. Через тринадцать дней в Даниловграде находилось 38 австро-венгерских солдат (четверо сербской национальности), 8 сербов из Будвы, заподозренных в шпионаже, и 3 бежавших серба.
В номере от 18 ноября 1914 года газета Весник писала, что в четырёхдневном сражении у Грахово с 27 по 30 октября 1914 года черногорцы вновь разгромили австрийцев, которые были вынуждены отступить, «оставив после себя большое число убитых, раненых и пленных», при этом она не назвала приблизительное число пленных.
Десять дней спустя газета Весник сообщает черногорской общественности, что в ночь между 25 и 26 ноября 1914 года на ловченском фронте столкнулись более многочисленные разведотряды черногорской и австро-венгерской армий, и австрийцы потеряли более 30 убитыми и значительное число раненых. В том же номере эта газета сообщает, что к столкновению разведотрядов двух армий дошло и на фронте Санджакской армии, где также австрийцы вышли с большими потерями. Часть Санджакской армии 27 и 28 ноября 1914 года продолжала переходить через Лим и преследовать неприятеля в направлении Вишеграда. В боях 28 ноября 1914 года австрийцы понесли значительные потери, а в черногорский плен попало 100 солдат и большое количество винтовок.
На следующий день на этом фронте в руки черногорцев попало более 30 солдат. К 1 декабря 1914 года Санджакская армия овладела всем правым берегом Дрины у Вишеграда, захватив более 20 солдат. К концу 1914 года австро-венгерская армия в секторе Герцеговинского отряда у Клобука безуспешно пыталась захватить черногорские позиции. Австрийцам не удалось продвинуть Ловченский отряд со своих позиций и в боях 25 и 26 декабря 1914 года, хотя они обстреливали позиции черногорской армии артиллерийским огнем, периодически совершая пехотные атаки. Черногорской армии удалось отбить неприятеля, однако неизвестно попал ли в этих стычках в плен кто-то из австро-венгерских солдат.
Поскольку уже с конца 1914 года бои на фронте пошли на спад до октябрьских дней 1915 года, черногорская пресса опубликовала лишь несколько коротких статей о небольших столкновениях черногорской и австро-венгерской армий, из которых нельзя узнать ничего о возможном захвате австро-венгерских солдат в плен. Только 25 июня 1915 года газета Весник проинформировала общественность, что черногорская армия в направлении Гацко разгромила одну австро-венгерскую разведку численностью 50 человек, захватила 16 вражеских солдат и бросилась преследовать остальных. Черногорским властям добровольно сдалось 300 мусульман из Герцеговины. Через день Голос черногорца сообщил, что командир Старосербского отряда получил письма, которые сильно скомпрометировали большее количество австро-венгерских и младотурецких агентов, что привело к аресту 46 из них, которые были немедленно задержаны и отправлены в Подгорицу.
В следующем месяце эта газета писала, что в одном столкновении черногорских разведчиков и отрядов австро-венгерской армии в Грбле и Боке Которской черногорские солдаты ранили нескольких австро-венгерских солдат, а 6 захватили в плен.
С началом объединённого наступления Центральных держав против Сербии и Черногории черногорская пресса после длительного затишья вновь заговорила о захваченных австро-венгерских солдатах. Газета Глас Црногорца в своем номере от 24 октября 1915 года подчеркивала, что черногорская армия 14 октября 1915 года овладела позицией Суха Гора-Добрун в направлении Вишеграда, где неприятель понес большие потери.
Тогда в черногорский плен попало 10 австро-венгерских солдат. В боях южнее Вишеграда 18 октября 1915 года черногорская армия захватила в плен одного австро-венгерского лейтенанта и более 100 солдат. И на следующий день неприятель на этом фронте понес большие потери, и черногорцы захватили в плен 3 офицера, 1 врач и 300 солдат. В последующие два дня в боях у Вишеграда захвачено ещё 20 австро-венгерских солдат. Герцеговинскому отряду достались 2 офицера и 40 солдат, тогда как у Санджакской армии было значительно больше пленных — 2 врача и 300 солдат. Подводя итоги боев с 14 по 31 октября 1915 года, газета Глас Црногорца писала, что черногорская армия захватила за этот период 16 офицеров, 3 чиновников и 737 австро-венгерских солдат. В последние дни октября Санджакская армия захватила 120 солдат, 1 офицера и 2 унтер-офицеров, а разведка Ловченского отряда — четырёх солдат. В последнем месяце 1915 года газета Глас Црногорца зафиксировала, что в руки черногорской армии попало около 500 австро-венгерских солдат. Эти солдаты в основном были захвачены в плен на участке Санджакской армии. Эта газета опубликовала последние новости о захвате австро-венгерских солдат 19 декабря 1915 года.
В последующие дни Санджакская армия добилась успеха в боях с противником. 2 ноября 1915 года только одному батальону Санджакской армии удалось от роты австро-венгерской армии, насчитывавшей 152 солдата, захватить в плен 2 офицеров и 121 вражеского солдат, оставшиеся 29 солдат погибли в бою. Возможно, в сражении при Металке 16 ноября 1915 года, где черногорская армия разбила вражеские войска также были пленные, но их количество неизвестно. В тот день неприятельские войска заняли Фочу, Металку и Приеполье. В боях черногорской и австро-венгерской армий, наступавшей в направлении Прибой-Плевля, было захвачено в плен 30 человек, на левом берегу Чехотины 21 ноября 1915 года — 20, а в контратаке черногорской армии в секторе Ябука-Матаруге два дня спустя ещё 17 солдат. В период с 25 по 27 ноября 1915 года на фронте Ябука-Матаруга, Сьеница-Трешневица и Сьеница-Бродарево было захвачено 160 австро-венгерских солдат. В последнем месяце 1915 года газета Глас Црногорца зафиксировала, что в руки черногорской армии попало около 500 австро-венгерских солдат. Эти солдаты в основном были захвачены в плен на участке Санджакской армии. Эта газета опубликовала последние новости о захвате австро-венгерских солдат 19 декабря 1915 года.
В то же время газета Весник только 10 декабря 1915 года зафиксировала захват в плен 5 венгерских солдат из 19-го полка, которые вместе с другими австро-венгерскими солдатами атаковали черногорские подразделения у Хазанских Коса и от села Ягача к Лиму. Однако, поскольку и после этих дат велись ожесточенные бои на фронте, совершенно точно было захвачено ещё австро-венгерских солдат.

## Численность и состав
С начала войны и до 19 декабря 1915 года черногорская пресса зафиксировала более 2300 захваченных австро-венгерских подданных, в основном солдат. Однако это не даёт установить точное число военнопленных, поскольку пресса не очень регулярно писала о количестве захваченных австро-венгерских солдат, игнорировала некоторые случаи очевидных захватах австро-венгерских солдат в плен при упоминании захвата городов, не учитывала беглецов, подозреваемых, заложников как пленных, а также черногорская пресса после 19 декабря 1915 года не писала какой-либо информации о пленных, поэтому общая численность военнопленных должна быть значительно больше. В то же время архивные материалы имеют не так много данных о них. Сложение немногочисленной архивной информации и прессы не даст понимания об общей численности пленных, поскольку информация иногда дублирует друг друга или вовсе не совпадает. По австро-венгерским спискам потерь «Verlustlisten» в Черногории находилось около 820 пленных солдат (после исключения дубликатов из 900 записей).

### 1914 год
21 ноября 1914 года в Подгорице находилось 75 австро-венгерских пленных, 35 заложников, 8 подозреваемых и 9 беглецов. Через три дня это число было немного больше: 80 пленных, 8 подозреваемых, 9 беглецов и 34 заложника. Только часть из них находилась в Подгорице, некоторые были в Никшиче. Шестерым австро-венгерским пленным удалось бежать, но некоторых из них черногорские власти смогли поймать. В хане Царевича в Подгорице в конце ноября 1914 года проводили дни плена 14 австро-венгерских пленных, в Левой Реке — 20, в Андриевице — 15, и в Пелевом Бриеге — 21. В декабре 1914 года в Цетине находилось 157 пленных, а в Никшиче — 132 австро-венгерских пленных. Из списка пленных в Цетине от декабря 1914 года видно, что большинство австро-венгерских солдат было пленено в Кастел-Ластве (Петровац) — 97 человек, затем в Фоче — 39. Из 157 пленных австро-венгерских унтер-офицеров и солдат (размещенных в Цетине), 126 были в возрасте от 18 до 29 лет, или 80,25 %.
По этому списку самыми многочисленными были пленные из Хорватии — 34 человека, Чехии — 31, Венгрии — 21, Далмации — 20, Истрии — 12, Галиции — 6, Славонии — 5, Боснии — 4 и т. д. По другому списку, не датированному (неизвестно ни место, где содержались пленные), насчитывающему 58 австро-венгерских пленных, хорваты также самые многочисленные (18 человек), затем следуют венгры (13), русские (12), боснийцы (6), сербы (6) и поляки (3). Среди них было больше всего католиков (30), затем православных (17), протестантов (6), греко-католиков (3) и мусульман (2). По профессии больше всего было крестьян (46) и плотников (3). Остальные были следующих профессий: официант, сапожник, машинист, каменщик, пекарь, жестянщик, кровельщик, торговый агент и кадет-резервист.

### 1915 год
Архивные материалы дают значительно меньше данных за 1915 год по сравнению с 1914 годом. В одном списке пленных в Подгорице от 15 января 1915 года находится всего 15 австро-венгерских подданных. Это число было значительно меньше, чем в ноябре 1914 года, что означает, что тамошние пленные, скорее всего, были отправлены в другое место, где была необходима их рабочая сила, что случалось часто. Из тех, кто в тот момент находился в Подгорице, треть составляли венгры (5 человек). Далее следуют немцы и сербы (по 3 человека), а также по одному словаку и чеху. Из упомянутых почти половина по профессии были крестьянами (7 человек). Остальные были каменщиками (2), столярами (2), колесником (1), сапожником (1), кофейщиком (1) и жандармом (1). Больше всего их было захвачено в Гласинце, Горажде и Романии (по 2 человека), остальные были захвачены в Фоче, Грахово, Челебичи, Викре, Космаче, Врбице, Гацко, Калинове и Мрежицах. Два месяца спустя в Подгорице было 33 австро-венгерских пленных, а к началу июня 1915 года это число увеличилось до 55 пленных, 5 подозреваемых и 5 беглецов.
В последний день августа 1915 года в Подгорице томились в плену 47 захваченных солдат из австро-венгерской монархии и 1 подозреваемый. Значительно меньшее число австро-венгерских пленных по сравнению с 1914 годом было зафиксировано в конце июня 1915 года также в Никшиче, где находилось всего 26 человек (19 венгров, 4 серба-мусульманина и по одному немцу, хорвату и цыгану). В отличие от Подгорицы и Никшича, в Колашине было 124 австро-венгерских пленных. Но это уже период, когда велись ожесточенные бои на фронте и когда в черногорский плен почти ежедневно прибывали новые австро-венгерские пленные.

## Условия содержания

### Обращение с пленными
Во время Первой мировой войны все воюющие стороны зачастую нарушали права военнопленных, закрепленные международными конвенциями. Черногория не была исключением — есть свидетельства о привлечении пленных австро-венгерских солдат к принудительным работам, в том числе связанным с военными действиями. Согласно приказу черногорского короля Николы I, ответственные власти должны были хорошо обращаться с австро-венгерскими пленными. Исходя из немногочисленных сохранившихся архивных материалов, условия содержания австро-венгерских военнопленных в Черногории были относительно терпимыми по сравнению с другими странами, особенно в отношении офицеров, пользовавшихся уважительным отношением.
Известно, что пленным офицерам выплачивалось денежное содержание, в отличие от рядового состава. Например, некоторым офицерам, захваченным Санджакской армией Черногории, было назначено по 40 перперов в месяц на человека. Со своей стороны, офицеры давали слово не предпринимать попыток к бегству и действий против черногорских интересов. Рядовой же состав пленных не давал таких обязательств. Известны случаи неоднократных побегов одних и тех же военнопленных.
В союзной Сербии пленные испытывали гораздо более суровое обращение, особенно представители этнических немцев и венгров. Сербские власти реквизировали у пленных ценные личные вещи и предметы обихода и задерживали часть гуманитарной помощи от Австро-Венгрии. В Черногории подобных фактов выявлено не было, хотя нельзя полностью исключать отдельные случаи, учитывая военную обстановку. Известно, что для обеспечения австро-венгерских военнопленных в Подгорице требовалось поставить предметы обмундирования и белья. Некоторые бежавшие пленные из Черногории сохраняли при себе австро-венгерскую военную форму, что свидетельствует о том, что у них не отбирали военную одежду как в Сербии.

### Питание
Согласно некоторым протоколам допросов, пайки питания австро-венгерских военнопленных в Черногории можно охарактеризовать как достаточные. Пища выдавалась два раза в день — днем и вечером. Ежедневно полагалось 500 грамм мяса, 500 грамм хлеба и 200 грамм фасоли, мясо и хлеб были хорошего качества. Помимо этого, в марте 1915 года в Подгорице военнопленным также выдавался рис в количестве 100 грамм на человека. Некоторые пленные выразили пожелание получать в рационе не только баранину, но и говядину, поскольку баранина со временем наскучила. Подобный рацион иногда был недоступен даже для рядового состава черногорской армии. За содержание пленных в Подгорице отвечала местная областная управа, вероятно, аналогичная практика существовала и в других регионах Черногории.

### Трудовая деятельность
Австро-венгерские военнопленные в Черногории привлекались к трудовой деятельности в соответствии с их гражданскими профессиями и навыками. Однако на практике их труд часто использовался с учётом нужд черногорской армии. Значительное число пленных работало в продовольственных службах различных воинских частей. Так, в ноябре 1914 года в продовольственную службу Герцеговинского отряда из Подгорицы было направлено 25 пленных, а в ноябре 1915 года при продовольственной станции в Колашине использовалось уже 124 человека. Учитывая важное значение снабжения армии, вероятно, что была большое число пленных, занятых в продовольственной службе. Кроме того, пленные привлекались к выполнению государственных и частных работ. Имеются сведения об оплате труда некоторых пленных, в частности, в госпитале Плевля. Вместе с тем, часть пленных выполняла работы, имеющие непосредственное отношение к военным действиям. В декабре 1915 года 200 пленных переносили боеприпасы в район боев. Известны случаи привлечения пленных к захоронению павших животных и умерших сербских солдат, а также к инженерным работам на линии фронта.
Наличие австро-венгерских пленных в зоне активных боевых действий в ходе наступления Центральных держав в конце 1915 года свидетельствует о том, что Черногория, как и другие воюющие страны, допускала нарушения норм международного гуманитарного права в отношении военнопленных в условиях войны.

## Дальнейшая судьба
После капитуляции Черногории в январе 1916 года её территория была оккупирована Австро-Венгрией. Уцелевшие к тому времени австро-венгерские военнопленные были освобождены. Таким образом, Черногория в отличие от других стран-участниц не так долго содержала военнопленных.